# Indie Game: The Movie
Indie Game: The Movie is een documentaire gemaakt door de Canadese filmmakers James Swirsky en Lisanne Pajot. De film toont de problemen en successen van Edmund McMillen en Tommy Refenes tijdens de ontwikkeling van Super Meat Boy, van Phil Fish tijdens de ontwikkeling van Fez en van Jonathan Blow na de release van Braid.
De film is gefinancierd door twee succesvolle crowdfundwervingen op Kickstarter die gezamenlijk bijna 95 duizend dollar opbrachten.